# Els Borst

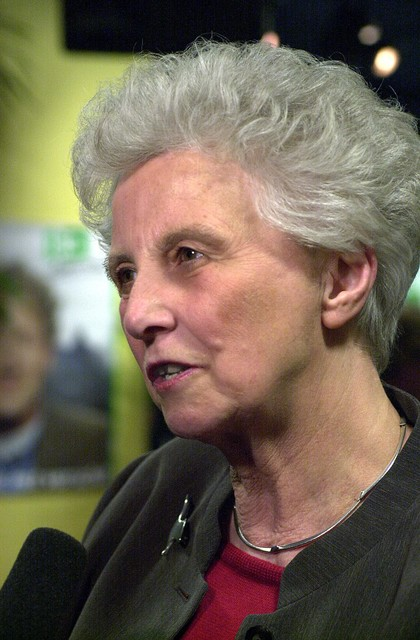
Els Borst, 2002

Else Borst-Eilers (* 22. März 1932 in Amsterdam; † 10. Februar 2014 in Bilthoven) war eine niederländische Medizinerin und Politikerin.

## Leben
Els Borst studierte von 1950 bis 1958 Medizin in Amsterdam. In den Jahren 1958 bis 1965 spezialisierte sie sich auf den Gebieten Kinderheilkunde und Immunhämatologie und arbeitete als Assistenzärztin. Von 1965 bis 1969 war sie wissenschaftliche Mitarbeiterin an der Universität Utrecht. Anschließend arbeitete sie an der Blutbank des Akademischen Lehrkrankenhauses in Utrecht, dessen medizinische Leitung sie von 1975 bis 1986 innehatte. Von 1986 bis 1994 war sie stellvertretende Vorsitzende des niederländischen Gesundheitsrates.
Borst-Eilers war bereits seit 1968 Mitglied der Democraten 66 (D66). Als ihre Partei 1994 eine Koalitionsregierung mit der PvdA und der VVD bildete, wurde sie zur Gesundheitsministerin ernannt. Sie führte die D66 als Spitzenkandidatin in die Parlamentswahl des Jahres 1998, verzichtete nach dem schlechten Abschneiden der Democraten (Verlust von zehn Sitzen) auf den Fraktionsvorsitz und eine weitere Führungsrolle in der Partei, stellte sich jedoch für eine zweite Amtszeit als Ministerin zur Verfügung und hatte bis zum Juli 2002 auch das Amt einer stellvertretenden Ministerpräsidentin inne.
Während ihrer achtjährigen Amtszeit wurden in den Niederlanden grundlegende medizinisch-ethische Fragestellungen diskutiert, darunter Sterbehilfe und Embryonenforschung. Unter ihrer Ägide wurde ein Gesetz auf den Weg gebracht, das Sterbehilfe unter bestimmten Bedingungen nicht mehr unter Strafe stellte. Dies brachte ihr massive Anfeindungen ein. Obwohl ihr ein hohes Maß an Sachverstand zugeschrieben wurde, war ihre Amtsführung nicht unumstritten und sie musste sich zweimal einem Misstrauensvotum stellen. Ihre aktive politische Laufbahn endete nach der Parlamentswahl des Jahres 2002, als die Koalition von Sozialdemokraten, Links- und Rechtsliberalen nicht fortgeführt wurde.
Els Borst-Eilers wurde 2003 zum Ehrenmitglied der D66 ernannt. Im Dezember 2012 wurde ihr der Ehrentitel Minister van Staat verliehen. Sie starb 81-jährig im Februar 2014 unter zunächst ungeklärten Umständen. Laut den Ergebnissen einer gerichtsmedizinischen Untersuchung war Borst-Eilers Opfer eines Gewaltverbrechens. Bei den Gemeinderatswahlen am 20. März 2014 erhielt sie in De Bilt, wo sie an letzter Position auf der Kandidatenliste von D66 stand, postum noch 391 persönliche Stimmen.
Im Januar 2015 wurde ein 38-jähriger Rotterdamer als Tatverdächtiger festgenommen, der Els Borst laut Untersuchungsbericht mit 41 Messerstichen getötet hatte. Anfang Februar 2016 gestand der bereits durch den Mord an seiner Schwester bekannt gewordene Mann, Borst wegen ihres Einsatzes für die Sterbehilfe „in göttlichem Auftrag“ ermordet zu haben.